# L'insult (pel·lícula)
L'insult (francès: L'insulte; àrab: ٢٣ قضية رقم, Qaḍiyya raqm 23, ‘Cas núm. 23’) és una pel·lícula de drama libanesa de 2017 dirigida per Ziad Doueiri i coescrita per Doueiri i Joelle Touma. Es va projectar en la 74a Mostra Internacional de Cinema de Venècia. A Venècia, Kamel El Basha va guanyar la Copa Volpi com a Millor Actor. Va ser nominada per a l'Oscar a la millor pel·lícula de parla no anglesa. Hi ha una versió en català a filmin.cat.

## Argument
Una discussió sorgida d'un incident trivial porta al cristià libanès Tony (Adel Karam) i al refugiat palestí Yasser (Kamel El Basha) a intercanviar dures paraules després que Yasser intentés reparar una canonada de desguàs al balcó de Tony. Les conseqüències condueixen a la violència, als enfrontaments davant la justícia arribant a convertir-se en un cas nacional que reobre velles ferides i causa la guerra.
Cadascun dels dos protagonistes es va veure afectat per un esdeveniment històric traumàtic en la seva joventut: la massacre de Damour en el cas de Tony i el Setembre Negre de Jordània en el cas de Yasser. A més, hi ha referències a Bachir Gemayel i Ariel Xaron, com a personatges destacats de la guerra civil libanesa.

## Repartiment
- Adel Karam: Tony Hanna
- Kamel El Basha: Yasser Abdallah Salameh
- Rita Hayek: Shirine Hanna
- Camille Salameh: Wajdi Wehbe
- Diamand Bou Abboud: Nadine Wehbe
- Talal Jurdi: Talal
- Christine Choueiri: Manal Salameh
- Julia Kassar: Jutge Colette Mansour
- Rifaat Torbey: Samir Geagea
- Carlos Chahine: Jutge Chahine

## Recaptació
L'insult ha recaptat 685.901 dòlars al Líban, 850.711 dòlars a Itàlia i 57.790 dòlars als Països Baixos per un total d'1,6 milions de dòlars. Al Líban, es va estrenar el 12 de gener de 2018 a tres sales i va ingressar a 24.600 dòlars el primer cap de setmana d'obertura i es va classificar en la 42a posició. En el seu segon cap de setmana, la pel·lícula va caure un 6% fins a 23.222 dòlars, acabant 44a. En el seu tercer cap de setmana, la pel·lícula va augmentar un 162% i va guanyar 60.872 dòlars, quedant 36a. A Itàlia va ingressar a 203.161 dòlars el cap de setmana d'obertura i als Països Baixos 26.871 dòlars en 22 sales.

## Crítiques
A partir de juny de 2020, la pel·lícula tenia una qualificació d'aprovació del 86% al lloc web de l'agregador de ressenyes Rotten Tomatoes, basada en 114 ressenyes amb una puntuació mitjana de 7,47 sobre 10. El consens crític del lloc web diu: «L'insult utilitza el seu conegut marc dramàtic de sala feu una declaració duríssima sobre la política moderna de l'Orient Mitjà que sigui tan atractiva com estimulant.» A Metacritic, la pel·lícula té una puntuació mitjana ponderada de 72 sobre 100, basada en 25 crítics, que indica «generalment ressenyes favorables.»

## Nominacions i premis
| Premi                                            | Data de cerimònia                  | Categoria                               | Nominat(s)     | Resultat  | Ref(s) |
| ------------------------------------------------ | ---------------------------------- | --------------------------------------- | -------------- | --------- | ------ |
| Premis Oscar                                     | 4 de març de 2018                  | Millor pel·lícula en llengua no anglesa | Ziad Doueiri   | Nominat   | [ 13 ] |
| AFI Fest                                         | 9 – 16 de novembre de 2017         | World Cinema Audience Award             | Ziad Doueiri   | Guanyador | [ 14 ] |
| David di Donatello                               | Març 2018                          | Millor pel·lícula estrangera            | Ziad Doueiri   | Nominat   | [ 15 ] |
| Festival Internacional de Cinema de Palm Springs | 2 – 15 de gener de 2018            | Premi Bridging the Borders              | Ziad Doueiri   | Guanyador | [ 16 ] |
| Mostra Internacional de Cinema de Venècia        | 30 d'agost – 9 de setembre de 2017 | Millor Actor                            | Kamel El Basha | Guanyador | [ 17 ] |